# Kuta Gambir
Kuta Gambir is een bestuurslaag in het regentschap Dairi van de provincie Noord-Sumatra, Indonesië. Kuta Gambir telt 2835 inwoners (volkstelling 2010).